# Темнов, Василий Александрович
Темнов, Василий Александрович (24 декабря 1903 года, Павлово-на-Оке Нижегородской губ. — 18 февраля 1976 года, Москва) — специалист по технологии продуктов пчеловодства, исследователь химических свойств пчелиного мёда, воскосырья, падевого мёда и прополиса. Обладатель нескольких патентов на изобретения в области пчеловодства. Кандидат сельскохозяйственных наук (1943). Заведующий отделом химии и технологии продуктов пчеловодства, старший научный сотрудник Института пчеловодства (ныне ФГБНУ «ФНЦ пчеловодство» в г. Рыбное, Рязанской обл., 1935—1954). Учёный секретарь реферативного журнала «Биология» Института научной информации и Фундаментальной библиотеки общественных наук Академии наук СССР (ныне — Всероссийский институт научной и технической информации РАН, 1954—1971). Автор 28 книг и более чем 150 научных статей, методических брошюр, учебников, до сих пор использующихся в профессиональном образовании пчеловодов.

## Биография
В. А. Темнов родился 24 декабря 1903 года в Павлове-на-Оке Нижегородской губернии, в семье рабочего. В 1927 году он окончил химический факультет Нижегородского государственного университета по специальности «жиры и масла» и получил звание инженера-химика.
Ещё в студенческие годы В. А. Темнов начал заниматься научной работой. Уже в 1926 году, работая под руководством проф. З. М. Таланцева, он опубликовал в отраслевом журнале свою первую статью о свойствах масла абрикосовых косточек.
После окончания университета Темнов был направлен на работу инженером на Московский завод треста «Жиркость» (знаменитый ТэЖэ). Пчеловодством Василий Александрович заинтересовался по причине его «большого родства» с маслобойным производством, и потому, спустя три года, перешёл на работу в Пчеловодсоюз. В связи с его многочисленными реорганизациями работал в Садовгородцентре, Пчеловодколхозцентре и других аналогичных учреждениях, связанных с пчеловодством, до 1935 года.
В 1935 году Темнов стал научным сотрудником Институт пчеловодства, размещавшегося тогда в подмосковном поселке Бутово. В Институте пчеловодства Василий Александрович, вместе с проф. А. Ф. Губиным, создал химическую лабораторию, а также заведовал сектором технологии продуктов пчеловодства. Именно эта область стала для него главной в научной работе на долгие годы.
Работы по технологии продуктов пчеловодства начинались с методов анализа сырья, искусственной вощины, воска, меда. Были разработаны и приняты технические условия на воск, по-новому изложен его состав, изучены свойства и условия хранения, возможность переработки непосредственно на пасеке.
В годы ВОВ была разработана специальная упрощенная технология переработки воска, применявшаяся в производстве мазей для обуви и лыж. Была организована работа по изучению лечебных свойств меда, в которой участвовало несколько десятков эвакогоспиталей и больниц. В 1945 году Министерство здравоохранения утвердило инструкцию по медицинскому применению пчелиного меда, подготовленную Институтом, в которой была большая доля участия В. А. Темнова. Василий Александрович преподавал в институте усовершенствования зоотехников по пчеловодству, разработал учебную программу для техникумов по технологии продуктов пчеловодства, написал к ней учебник. Большинство работ, в которых принимал активное участие В. А. Темнов, публиковались в виде журнальных статей, а затем переходили в книги и учебники по пчеловодству.
В. А. Темнов работал в Институте пчеловодства вплоть до его переезда, в 1954 году, в г. Рыбное Рязанской области. Многие сотрудники переехали вместе с Институтом, но другие, в том числе Василий Александрович, остались в Москве.
Начиная с 1954 года В. А. Темнов трудился в должности ученого секретаря реферативного журнала «Биология» ВИНИТИ РАН. Одновременно он являлся научным редактором раздела «Медоносная пчела» реферативного журнала «Энтомология». За годы работы в ВИНИТИ Василий Александрович отредактировал более 10000 научных рефератов, публиковавшихся в 1954—1972 годах. Он анализировал состояние научной информации по проблемам пчеловодства и науки о нём, а также по методам работы с такого рода информацией, и все это нашло отражение в его публикациях.
Результатами научной работы Василия Александровича Темнова стало более 300 статей в журнале «Пчеловодство» и Сельскохозяйственной энциклопедии, а также более трех десятков книг и учебников для сельскохозяйственных техникумов. Книги «Переработка воскового сырья на пасеке» и «Технология продуктов пчеловодства» отмечены бронзовой и серебряной медалями на XXIII Международном конгрессе по пчеловодству 1971 года.
В. А. Темнов — кавалер ордена «Знак почёта». Награждён медалями «За доблестный труд в Великой Отечественной войне» и «В память 800-летия Москвы», малой золотой медалью Всесоюзной сельскохозяйственной выставки (ВСХВ).
Похоронен на Хованском кладбище (центральном), участок 150.

## Патенты и авторские свидетельства на изобретения
- Губин А. Ф., Темнов В. А. Медогонка. Описание изобретения к авторскому свидетельству № 181607 от 04.12.1935
- Способ количественного определения пади в меду. Описание изобретения к авторскому свидетельству. Брошюра Комитета по делам изобретений и открытий при Совете Министров СССР от 12.05.1959 г.
- Устройство для навешивания рамок искусственной вощиной. Опубликовано в «Бюллетене изобретений» № 1 за 1954 г.
- Пасечный винтовой пресс для отжима разваренного воскового сырья. Описание изобретения к авторскому свидетельству